# Berlanga
Berlanga egy község Spanyolországban, Badajoz tartományban. Berlanga Ahillones, Azuaga, Valverde de Llerena, Reina, Casas de Reina, Higuera de Llerena és Maguilla községekkel határos. Lakosainak száma 2214 fő (2024).

## Népesség
A település lakosságának változását az alábbi diagram mutatja:
| Lakosok száma | 2697 | 2612 | 2564 | 2484 | 2474 | 2456 | 2412 | 2343 | 2306 | 2214 |
|               | 2001 | 2004 | 2006 | 2009 | 2011 | 2014 | 2016 | 2019 | 2021 | 2024 |